# Panellet

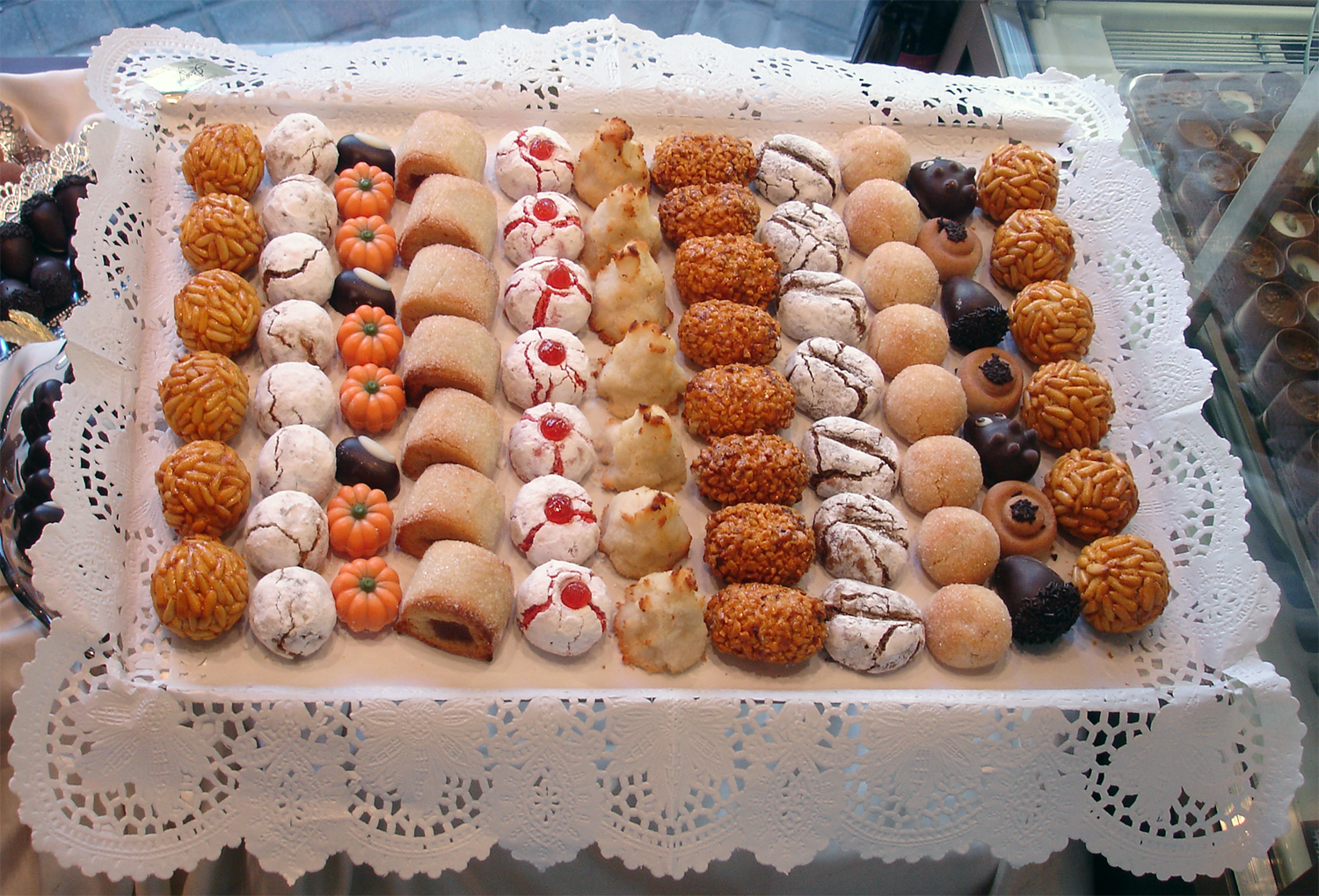
Assortiment de panellets.

Les panellets (terme catalan pour  « petit pain », en espagnol castillan empiñonados) sont un dessert traditionnel de la Toussaint, consommé à l'occasion de la Castanyada, en Catalogne, à Ibiza, dans la Communauté valencienne, et en Aragon avec également les châtaignes et les patates douces.
Les panellets sont souvent accompagnés d'un vin doux, comme le moscatell,  le mistela, le vi de missa ou le vi ranci. 
Ce sont de petits gâteaux de différentes formes, pour la plupart ronds, composés principalement de massepain (pâte à base d'amandes et de sucre).
Les plus populaires sont ceux enrobés de pignons, qui sont les panellets typiques (c'est-à-dire du massepain enrobé de pignons et nappé de blanc d'œuf. À Séville (dans le sud de l'Espagne), ces petits gâteaux sont appelés empiñonados.
Les panellets existent au moins depuis le XVIIe siècle, époque où ils étaient considérés comme un aliment bénit à partager après certaines fêtes sacrées (Panellets de Sant Marc et Panellets de la Santa Creu).
Les panellets bénéficient depuis le 2 octobre 2008 de l'appellation européenne « spécialité traditionnelle garantie » dans la catégorie Produits de la confiserie, de la boulangerie, de la pâtisserie ou de la biscuiterie.